# Taylor Rapp
Taylor Rapp (* 22. Dezember 1997 in Atlanta, Georgia) ist ein US-amerikanischer American-Football-Spieler auf der Position des Safeties. Aktuell spielt er für die Buffalo Bills in der National Football League (NFL). Mit den Los Angeles Rams gewann Rapp den Super Bowl LVI.

## Frühe Jahre
Rapp wurde 1997 in Atlanta als Sohn eines US-Amerikaners und einer Chinesin geboren. Nach seiner Geburt zog die Familie nach Washington, wo Rapp aufwuchs. Dort besuchte er auch die Sehome High School in Bellingham. Dort war er in der Football- und Baseballmannschaft aktiv. In der Footballmannschaft spielte er als Safety und konnte in seinem letzten Jahr an der Schule 117 Tackles und 3 Interceptions verzeichnen. Er galt als einer der besten Safeties seines Jahrgangs im Staat Washington und wurde unter anderem von USA Today und von der AP ins First-Team All-State gewählt. Daneben nahm er am U.S. Army All-American Bowl teil. Nach seinem Highschoolabschluss erhielt er ein Stipendium der University of Washington aus Seattle, Washington, für die er von 2016 bis 2018 ebenfalls in der Footballmannschaft aktiv war. In dieser Zeit kam er in insgesamt 39 Spielen zum Einsatz und konnte dabei 168 Tackles, 6 Sacks sowie 7 Interceptions, aus denen er auch einen Touchdown erzielen konnte, verzeichnen. Schon in seinem ersten Jahr an der Universität war Rapp ein wichtiger Stammspieler der Universität und wurde nach Saisonende ins Freshman-All-American-Team und zum Pac-12 Defensive Freshman of the Year gewählt. Auch in den folgenden Jahren blieb er ein wichtiger Teil der Mannschaft und so wurde er 2017 und 2018 ins First-Team All-Pac-12 gewählt. Daneben war er auch mit seinem Team erfolgreich, so konnten sie 2016 und 2018 die Pac-12 Conference gewinnen.

## NFL

### Los Angeles Rams
Beim NFL Draft 2019 wurde Rapp in der 2. Runde an 61. Stelle von den Los Angeles Rams ausgewählt. Sein NFL-Debüt gab er am 1. Spieltag der Saison 2019 beim 30:27-Sieg gegen die Carolina Panthers, bei dem er direkt 7 Tackles verzeichnen konnte. Auch in den folgenden Spielen kam er häufig in der Defense zum Einsatz. Am 7. Spieltag beim 37:10-Sieg gegen die Atlanta Falcons stand Rapp das erste Mal in der Startformation der Rams. Daraufhin blieb er auch für die gesamte restliche Saison in der Startformation. Am 8. Spieltag konnte er beim 24:10-Sieg gegen die Cincinnati Bengals erstmals in seiner Karriere mehr als 10 Tackles in einem Spiel verzeichnen, insgesamt waren es 12 Tackles. Dies ist bis dato sein Karrierehöchstwert. Am 13. Spieltag beim 34:7-Sieg gegen die Arizona Cardinals konnte er erstmals in seiner Karriere eine Interception verzeichnen, als er im 3. Quarter einen Pass vom gegnerischen Quarterback Kyler Murray abfing. Da er den Ball in die gegnerische Endzone trug, konnte er im selben Spielzug auch noch seinen ersten Touchdown in der Liga erzielen. Am 17. Spieltag konnte er beim 31:24-Sieg gegen die Arizona Cardinals Murray erneut intercepten. In der Saison erreichten die Rams 9 Siege bei 7 Niederlagen und verpassten die Playoffs nur knapp. Insgesamt konnte Rapp in seiner Rookie-Saison in 15 Spielen zum Einsatz kommen, davon in 10 Spielen als Starter, und konnte dabei 99 Tackles und 2 Interceptions verzeichnen.
Auch in der Saison 2020 kam er häufig in der Defense der Rams zum Einsatz, teilweise auch als Starter, konnte aber nicht ganz an die Statistiken der Vorsaison anknüpfen. Am 7. Spieltag konnte er beim 24:10-Sieg gegen die Chicago Bears eine Interception von deren Quarterback Nick Foles fangen. Beim 23:16-Sieg gegen die Seattle Seahawks verletzte sich Rapp allerdings am Knie, sodass er das Spielfeld verlassen musste. Zwei Tage später wurde er auf die Injured Reserve Liste gesetzt und verpasste den Rest der Saison und die Playoffs, die die Rams in dieser Saison erreichen konnten, verletzt.
In der Saison 2021 entwickelte sich Rapp zum festen Stammspieler in der Defense der Rams. Bereits am 1. Spieltag der Saison konnte er beim 34:14-Sieg gegen die Chicago Bears 10 Tackles verzeichnen. Am 2. Spieltag gelang ihm beim 27:24-Sieg gegen die Indianapolis Colts sein erster halber Sack an Quarterback Carson Wentz. Seinen Karrierehöchstwert an Tackles konnte er erneut am 4. Spieltag bei der 20:37-Niederlage gegen die Arizona Cardinals erreichen, indem er 12 Tackles verzeichnete. Beim 38:11-Sieg gegen die New York Giants am 6. Spieltag konnte er erstmals zwei Interceptions in einem Spiel fangen, beide von Quarterback Daniel Jones. Daneben konnte er fünf Tackles verzeichnen und wurde für seine starke Leistung zum NFC Defensive Player of the Week ernannt. Am 10. Spieltag konnte er bei der 10:31-Niederlage gegen die San Francisco 49ers schließlich seinen ersten ganzen Sack an Quarterback Jimmy Garoppolo verzeichnen. Auch während der restlichen Saison blieb Rapp ein wichtiger Bestandteil in der Defense der Rams. Am 18. Spieltag, einer 24:27-Niederlage gegen die San Francisco 49ers, zog er sich jedoch eine Gehirnerschütterung zu. Mit insgesamt 4 Interceptions in der Regular Season führte Rapp gemeinsam mit Jalen Ramsey sein Team in dieser Kategorie an. Da die Rams in der Saison 12 Spiele gewannen und nur 5 verloren, konnten sie die NFC West gewinnen und sich für die Playoffs qualifizieren. Die ersten drei Playoff-Spiele verpasste er jedoch aufgrund seiner Gehirnerschütterung. Rapp kam erst im Super Bowl LVI gegen die Cincinnati Bengals zum Einsatz, bei dem er insgesamt 7 Tackles verzeichnen konnte. Am Ende gewannen die Rams das Spiel mit 23:20, wodurch Rapp seinen ersten Super Bowl gewann.
In der Saison 2022 blieb Rapp Stammspieler in der Defense der Rams. So konnte er am 11. Spieltag bei der 10:26-Niederlage gegen die Kansas City Chiefs mit insgesamt 12 Tackles seinen Karrierebestwert egalisieren. Zwei Wochen später gelang ihm beim 17:16-Sieg gegen die Las Vegas Raiders seine erste Interception der Saison, eine Woche später bei der 12:24-Niederlage gegen die Green Bay Packers seine zweite. Mit insgesamt 92 Tackles konnte er die drittmeisten seines Teams nach Bobby Wagner und Ernest Jones verzeichnen. Die Rams konnten als amtierender Super Bowl Sieger in der Saison jedoch nur 5 Siege erreichen, sodass sie die Playoffs deutlich verpassten. Nach der Saison wurde Rapp ein Free Agent.

### Buffalo Bills
Am 31. März 2023 unterschrieb Rapp einen Einjahresvertrag bei den Buffalo Bills, er beläuft sich auf eine Summe von 1,77 Millionen US-Dollar. Dort wurde er zunächst als Backup hinter den beiden Stammspielern Jordan Poyer und Micah Hyde eingeplant. Er debütierte direkt am 1. Spieltag bei der 16:22-Niederlage gegen die New York Jets, bei der er fünf Tackles verzeichnete. Am 4. Spieltag stand er beim 48:20-Sieg gegen die Miami Dolphins erstmals in der Startformation seines neuen Teams. Bei der 22:24-Niederlage gegen die Denver Broncos am 10. Spieltag konnte er einen halben Sack an Russell Wilson zusammen mit A. J. Epenesa verzeichnen. Beim 32:6-Sieg gegen die New York Jets am folgenden Spieltag verletzte Rapp sich schwer am Nacken und musste ins Krankenhaus gebracht werden. Sein Comeback konnte er jedoch bereits drei Wochen später beim 20:17-Sieg gegen die Kansas City Chiefs geben. Am letzten Spieltag fing er bei einem 21:14-Sieg gegen die Miami Dolphins schließlich seine erste Interception für die Bills von Tua Tagovailoa. Da die Bills in der Saison 11 Spiele gewannen und nur sechs verloren, konnten sie die AFC East gewinnen und sich somit für die Playoffs qualifizieren. Allerdings verpasste Rapp sowohl den 31:17-Sieg gegen die Pittsburgh Steelers in der Wildcard-Runde als auch die 24:27-Niederlage gegen die Kansas City Chiefs in der Divisional-Runde verletzungsbedingt mit einer Wadenverletzung.

## Karrierestatistiken
| Legende | Legende            |
| ------- | ------------------ |
|         | Super-Bowl-Sieg    |
| Fett    | Karrierehöchstwert |

### Regular Season
| Saison                             | Team             | Spiele | Spiele      | Tackles | Tackles | Tackles | Tackles | Interceptions | Interceptions | Interceptions | Interceptions | Interceptions | Interceptions | Fumbles   | Fumbles  | Fumbles |
| Saison                             | Team             | Spiele | als Starter | Gesamt  | Solo    | Assist  | Sacks   | PD            | Int           | Yards         | Avg           | Lang          | TD            | erzwungen | recovert | TD      |
| ---------------------------------- | ---------------- | ------ | ----------- | ------- | ------- | ------- | ------- | ------------- | ------------- | ------------- | ------------- | ------------- | ------------- | --------- | -------- | ------- |
| 2019                               | Rams             | 15     | 10          | 100     | 62      | 38      | 0,0     | 8             | 2             | 54            | 27,0          | 31            | 1             | 0         | 1        | 0       |
| 2020                               | Rams             | 9      | 5           | 44      | 32      | 12      | 0,0     | 3             | 1             | 0             | 0,0           | 0             | 0             | 1         | 0        | 0       |
| 2021                               | Rams             | 17     | 17          | 94      | 64      | 30      | 1,5     | 6             | 4             | 31            | 7,8           | 18            | 0             | 0         | 1        | 0       |
| 2022                               | Rams             | 16     | 16          | 92      | 58      | 34      | 0,0     | 6             | 2             | 18            | 9,0           | 18            | 0             | 0         | 1        | 0       |
| 2023                               | Bills            | 16     | 4           | 50      | 33      | 17      | 0,5     | 2             | 1             | 0             | 0,0           | 0             | 0             | 0         | 1        | 0       |
| 2024                               | Bills            | 14     | 14          | 82      | 48      | 34      | 0,0     | 6             | 2             | 5             | 2,5           | 5             | 0             | 1         | 0        | 0       |
| Gesamte Karriere                   | Gesamte Karriere | 87     | 66          | 462     | 297     | 165     | 2,0     | 31            | 12            | 108           | 9,0           | 31            | 1             | 2         | 4        | 0       |
| Quelle: pro-football-reference.com |                  |        |             |         |         |         |         |               |               |               |               |               |               |           |          |         |

### Postseason
| Saison                             | Team             | Spiele | Spiele      | Tackles                         | Tackles                         | Tackles                         | Tackles                         | Interceptions                   | Interceptions                   | Interceptions                   | Interceptions                   | Interceptions                   | Interceptions                   | Fumbles                         | Fumbles                         | Fumbles                         |
| Saison                             | Team             | Spiele | als Starter | Gesamt                          | Solo                            | Assist                          | Sacks                           | PD                              | Int                             | Yards                           | Avg                             | Lang                            | TD                              | erzwungen                       | recovert                        | TD                              |
| ---------------------------------- | ---------------- | ------ | ----------- | ------------------------------- | ------------------------------- | ------------------------------- | ------------------------------- | ------------------------------- | ------------------------------- | ------------------------------- | ------------------------------- | ------------------------------- | ------------------------------- | ------------------------------- | ------------------------------- | ------------------------------- |
| 2020                               | Rams             | 0      | 0           | Verletzungsbedingt ohne Einsatz | Verletzungsbedingt ohne Einsatz | Verletzungsbedingt ohne Einsatz | Verletzungsbedingt ohne Einsatz | Verletzungsbedingt ohne Einsatz | Verletzungsbedingt ohne Einsatz | Verletzungsbedingt ohne Einsatz | Verletzungsbedingt ohne Einsatz | Verletzungsbedingt ohne Einsatz | Verletzungsbedingt ohne Einsatz | Verletzungsbedingt ohne Einsatz | Verletzungsbedingt ohne Einsatz | Verletzungsbedingt ohne Einsatz |
| 2021                               | Rams             | 1      | 0           | 7                               | 4                               | 3                               | 0,0                             | 0                               | 0                               | 0                               | 0,0                             | 0                               | 0                               | 0                               | 0                               | 0                               |
| 2023                               | Bills            | 0      | 0           | Verletzungsbedingt ohne Einsatz | Verletzungsbedingt ohne Einsatz | Verletzungsbedingt ohne Einsatz | Verletzungsbedingt ohne Einsatz | Verletzungsbedingt ohne Einsatz | Verletzungsbedingt ohne Einsatz | Verletzungsbedingt ohne Einsatz | Verletzungsbedingt ohne Einsatz | Verletzungsbedingt ohne Einsatz | Verletzungsbedingt ohne Einsatz | Verletzungsbedingt ohne Einsatz | Verletzungsbedingt ohne Einsatz | Verletzungsbedingt ohne Einsatz |
| 2024                               | Bills            | 2      | 2           | 3                               | 1                               | 2                               | 0,0                             | 1                               | 1                               | 0                               | 0,0                             | 0                               | 0                               | 0                               | 0                               | 0                               |
| Gesamte Karriere                   | Gesamte Karriere | 3      | 2           | 10                              | 5                               | 5                               | 0,0                             | 1                               | 1                               | 0                               | 0,0                             | 0                               | 0                               | 0                               | 0                               | 0                               |
| Quelle: pro-football-reference.com |                  |        |             |                                 |                                 |                                 |                                 |                                 |                                 |                                 |                                 |                                 |                                 |                                 |                                 |                                 |

## Trivia
Nach dem Gewinn des Super Bowls LVI machte Rapp seiner Freundin Dani Johnson noch auf dem Feld des SoFi Stadiums einen Heiratsantrag, den sie mitsamt dem Ring annahm.